# Taizo Kato
Taizo Kato (japanisch  加藤 諦三, Katō Taizō; geboren 22. September 1887 in Kuwana, Japan; gestorben 4. Januar 1924 in Los Angeles) war ein japanisch-amerikanischer Fotograf.

## Leben

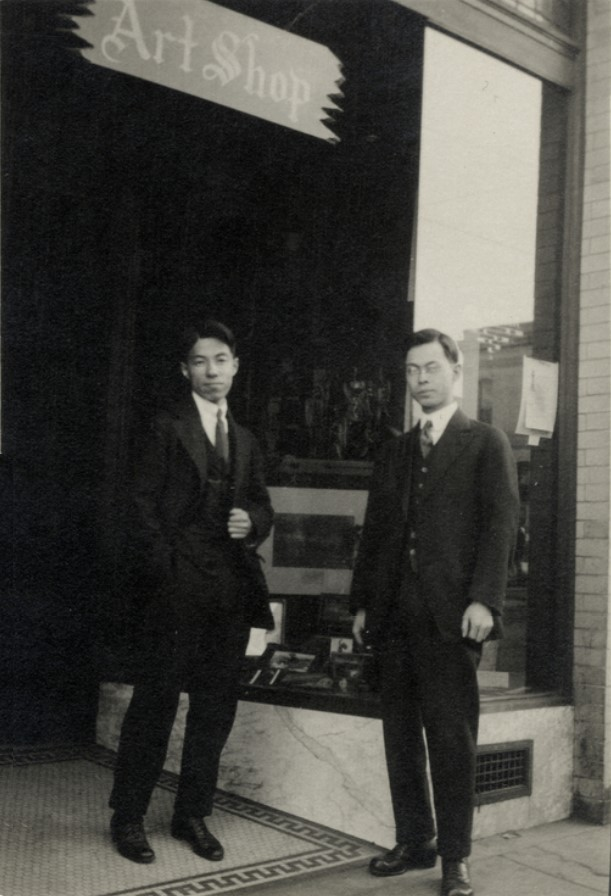
Taizo Kato (links) und Kamejiro Sawa vor The Korin, ca. 1920

1887 in Japan geboren, emigrierte Kato 1906 19-jährig in die USA und ließ sich in Los Angeles (L.A.) nieder, wo er bis zu seinem Tod lebte. Er war Mitglied des Künstlerclubs Shaku-do-sha, der ab 1925 auch Ausstellungen von Edward Westons Fotografien im Stadtteil Little Tokyo sponserte.
In der Innenstadt von L.A. war er mit seinem Partner Kamejiro Sawa (1889–1956) Eigentümer des Betriebes The Korin, der ein Fotogeschäft, ein Filmverarbeitungslabor und eine Galerie umfasste, in der Keramik, Malerei und Fotografie angeboten wurde. Das Korin Studio war ein wichtiger Knotenpunkt für die Kunstfotografie in Little Tokyo, bevor dort der Kameraclub Japanese Camera Pictorialists of California (JCPC) 1926 – zwei Jahre nach Katos Tod – gegründet wurde. Der JCPC war Anlaufstelle für Amateur-, Hobby- und professionelle Fotografen.
Kato gehörte zu den frühen Kunstfotografen in der Region. Er fotografierte Stillleben, Landschaften und Personen, wie die Schauspieler Sessue Hayakawa, William S. Hart und Douglas Fairbanks sowie Christel Gang, Geliebte und Model von Edward Weston. Kato, der selbst auch malte, gab seinen Schwarz/Weiß-Aufnahmen durch Weichzeichner ein verträumtes, bildhaftes Aussehen.
Kato starb 1924 durch einen Unfall im Alter von 36 Jahren, als er mit seinem Wagen von einer hohen Klippe abstürzte. Seine Grabstätte befindet sich auf dem Evergreen Memorial Park and Crematory in Los Angeles.
Sawa stellte als Hommage für seinen verstorbenen Freund ein Album mit dem Titel The Records of an Unbroken Friendship by the Mortal Severance, 1907-1924 zusammen, das kleine Drucke von Kato und Bilder aus ihrem gemeinsamen Leben enthält. Das Album wurde 1993 von der Bancroft Library der University of California in Berkeley angekauft.
Fotografien von Kato befinden sich u. a. im Princeton University Art Museum und im J. Paul Getty Museum.

## Fotografien

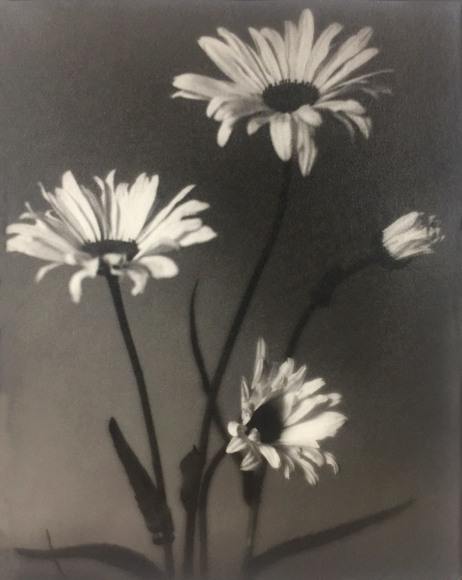
Blumen
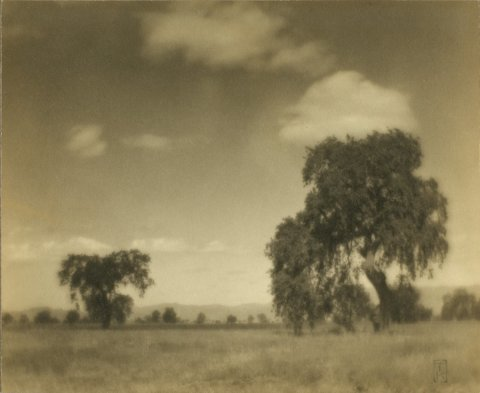
Landschaft
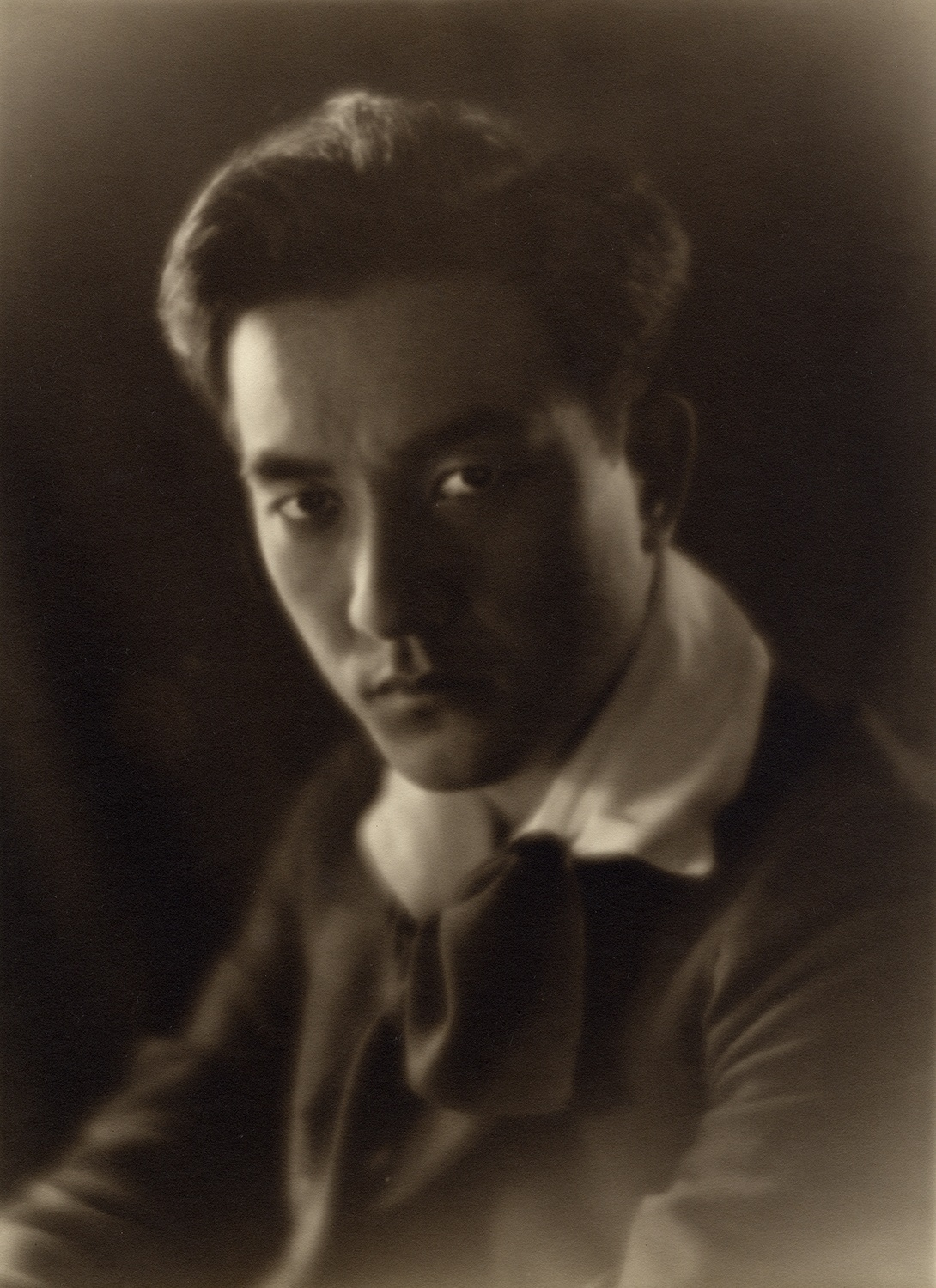
Schauspieler Sessue Hayakawa
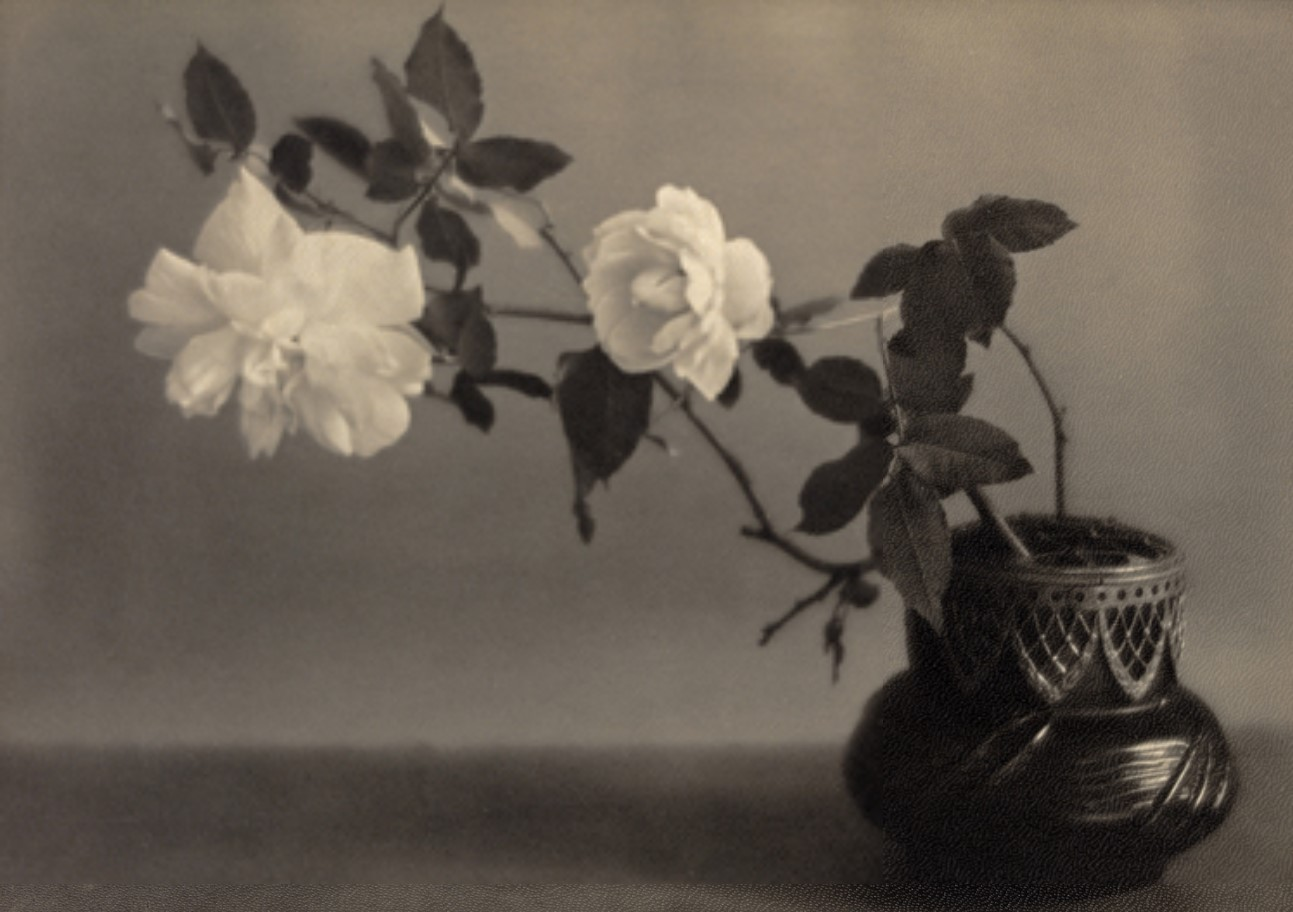
Blumen
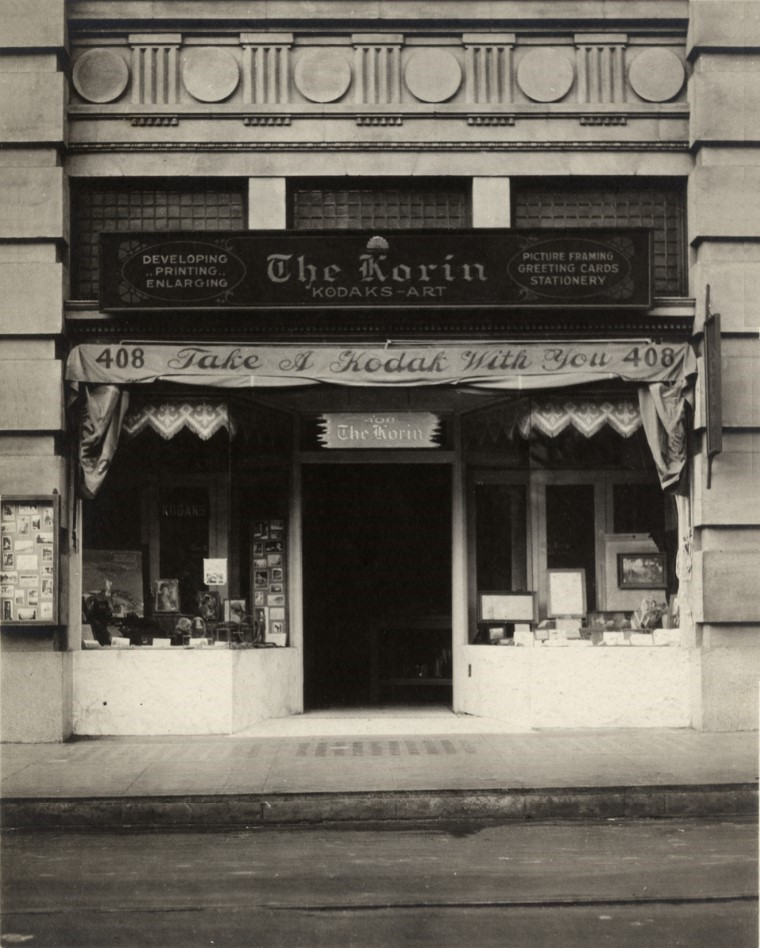
Katos Geschäft The Korin

## Ausstellungen (Auswahl)
- 2016: Waves: Japanese American Photography, 1920–1940. Janm - Japanese American National Museum, Los Angeles
- 2022: Taizo Kato & The Korin: Prewar Japanese American Pictorialism Part II. Laurence Miller Gallery. New York City